# Московска саборна џамија
Московска саборна џамија или Московска џума (рус. Московская соборная мечеть) централни је верски објекат за муслимане и највећа градска џамија града Москве (Руска Федерација). Московска џамија је првотно саграђена 1904. године по архитектонском решењу руског архитекта Николаја Жукова, а њеним оснивачем се сматра московски трговац и филантроп татарског порекла Салих Јерзин (1833—1911). У оквиру џамије налази се и резиденција Исламске заједнице Русије.
У периоду од 2011. до 2015. вршени су обимни радови на рестаурацији и обнови објекта, свечано отварање обављено је 23. септембра 2015. године, а отварању су између осталих присуствовали председници Русије Владимир Путин, Турске Реџеп Ердоган и Палестине Махмуд Абас.
Након реновирања џамија обухвата простор од 18.900 м² и може да прими до 10.000 верника, те је самим тим један од највећих муслиманских верских објеката у Европи. Саграђена је у византијском стилу, има укупно 5 купола (укључујући и централну куполу са позлатом висине 46 метара) и два минарета висине 78 метара. Московска џамија има укупно 6 етажа, одвојене молитвене просторије за мушкарце и жене, собе за ритуална купања, конференцијску салу са опремом за симултано превођење и галеријски простор за изложбе и културна дешавања. Централна купола и оба минарета су прекривени златним листићима укупне тежине од 12 килограма. Џамија поседује и 7 брзих лифтова, властити телевизијски студио и савремени климатски систем. Унутрашњост зидова и куполе украшена је стиховима из Курана, а у декорацији екстеријера кориштен је мермер који је специјално увезен из Канаде.
Објекат је осветљен са више од 320 лустера и зидних лампи, а највећи лустер који виси са куполе је од кристала, тежак је 1,5 тона, широк 4,6 метара и висок 7,6 метара. Централни лустер на којем се налази укупно 350 сијалица састављало је 50 мајстора из Турске пуна три месеца.
Приступ џамији омогућен је не само верницима већ и туристима.